# Edem
Edem (edema 'nabujica, oteklina') jest nenormalno nakupljanje tekućine u unutarstaničnim i međustaničnim prostorima te tjelesnim šupljinama, zbog čega edematozna tkiva i organi postaju vlažni i nabreknu. Tekućina se može nakupljati i u stanicama, što rezultira bubrenjem stanice.

## Patogeneza edema
Edem nastaje zbog poremećenih odnosa između hidrostatskog i osmotskog tlaka plazme u krvnim žilama i intersticijske tekućine, te koloidno-osmotskoga tlaka. Pod normalnim uvjetima hidrostatski je tlak nešto viši od osmotskoga tlaka plazme i hidrostatskoga tlaka međustanične tekućine, tako da tekućina izlazi iz krvotoka u području kapilara. Do nakupljanja tekućine ne dolazi jer se dio filtrata vrati u krvotok, a dio prijeđe u limfu. Gubitak bjelančevina iz intersticijskih prostora, smanjuje koloidno-osmotski tlak u tim prostorima, olakšavajući povratak tekućine u venule.
Edem može biti generalizirani i žarišni (lokalni), a da bi se stvorio, potrebno je da nastupe određene promjene kao što su npr.:
- povišenje hidrostatskoga tlaka krvi pri srčanoj dekompenzaciji, što dovodi do povišenja krvnog tlaka u venularnom kraju kapilara, pa rezultira povećano izlaženje tekućine iz kapilarnih prostora. Ta je promjena usporedo praćena smanjenjem bubrežne filtracije i retencijom soli i vode. Povećana je i produkcija aldosterona, što također uzrokuje povećano zadržavanje natrija. Ovo povišenje hidrostatskoga tlaka može biti i žarišnog (lokalnog) karaktera, kao što to vidimo kod opstrukcije vena trombom, tumorima ili nekim pritiskom izvana;

- sniženje koloidno-osmotskoga tlaka krvi. Budući da je albumin glavni osmotski aktivan protein plazme, sve bolesti koje dovode do hipoalbuminemoje (snižene razine albumina u krvi) uzrokuju edem. Bubrežne bolesti uzrokuju gubitak bjelančevina zbog nenormalne propusnosti bazalne membrane glomerula. Obično, kada razina proteina u serumu padne ispod 4/100 mL, stvara se edem. Niska razina serumskih proteina može biti i posljedica njihova smanjenog stvaranja, kao što se to može vidjeti u bolesnika s cirozom jetre, gdje je izravno pogođena sinteza albumina. Ciroza može biti odgovorna i za povećano izlučivanje aldosterona, povećavajući zadržavanje vode u organizmu. Smanjeno stvaranje bjelančevina može biti i posljedica malnutricije ili gladovanja;

- povećana osmotska napetost u intersticijskoj tekućini. Prekomjerno zadržavanje natrija, koji je glavni reguator količine ekstracelularne tekućine uzrokuje osmotski edem. Do ovakvog edema dolazi najizrazitije u bubrežnih bolesnika ali i kod srčane dekompenzacije. Retencija natrija može biti potaknuta i pojačanim lučenjem aldosterona uzrokovanim bolešću nadbubrežne žlijezde;

- oštećenje propusnosti krvnožilnog endotela (toksično oštećenje). Ovaj oblik žarišnog edema uzrokovan je upalom koja može biti posljedica zaraze ili imunoloških poremećaja. Primjerice, encefalitis (upala mozga) izaziva moždani edem, a upala pluća edem plućnog parenhima. Kod alergijskih osipa povećana je propusnost krvnih žila posljedica je imunoloških procesa. Posrednici za ovu povećanu propusnost jesu histamin, eikosanoidi, komplementi i interleukini;

- opstrukcija limfnih žila. Ovakav edem nastaje zbog raznovrsnih razloga kao što su npr. ozljede, kirurški zahvati, upala, paraziti (filirijaza), zračenje, neprikladni zavoji, gips, tumori itd.

## Vanjske poveznice
|  | Zajednički poslužitelj ima još gradiva o temi Edem |

|  | Molimo pročitajte upozorenje o korištenju medicinskih informacija. Ne provodite liječenje bez savjetovanja s liječnikom! |